# Pfarrkirche Messern

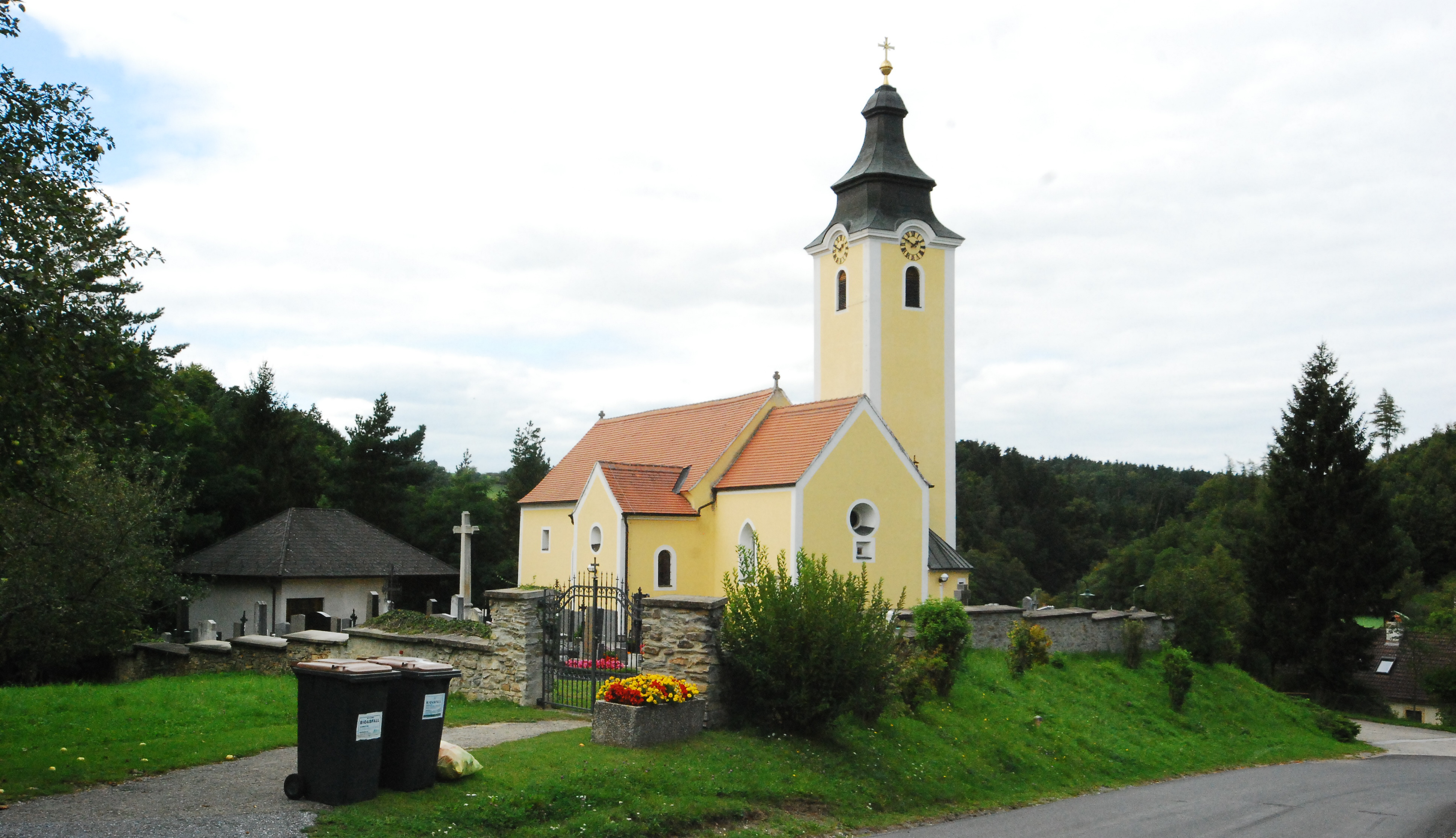
Pfarrkirche hl. Jakobus der Ältere in Messern

Die römisch-katholische Pfarrkirche Messern steht leicht erhöht in der Ortschaft Messern in der Gemeinde Irnfritz-Messern im Bezirk Horn in Niederösterreich. Sie ist dem heiligen Jakobus geweiht und liegt im Dekanat Horn in der Diözese St. Pölten. Das Bauwerk steht unter Denkmalschutz (Listeneintrag).

## Lagebeschreibung
Die Kirche steht auf einer Anhöhe südöstlich der Ortschaft Messern und rund 300 m nördlich von Schloss Wildberg. Die Kirche wird von einem Friedhof mit Umfassungsmauer umgeben.

## Geschichte
Die Kirche stammt im Kern aus dem 14. Jahrhundert. Die Pfarre wurde laut einer Urkunde im Jahr 1366 durch Wernhard von Maissau gegründet und war bis ins 18. Jahrhundert nach Schloss Wildberg benannt. 1875 erfolgte eine Renovierung und 1984 wurde die Kirche außen restauriert.

## Architektur
Kirchenäußeres
Die Kirche ist ein schlichter, im Kern gotischer Bau mit gerade geschlossenem gotischem Chor. Das schlichte Langhaus wurde Ende des 17. Jahrhunderts barockisiert und nach Westen hin verlängert. Die Außenmauern sind geböscht und ungegliedert. Über dem Langhaus ist ein Satteldach, das von zwei steinernen Giebelkreuzen bekrönt wird. Die Langhauswände werden von Rundbogenfenstern durchbrochen. Der Chor ist eingezogen und etwas niedriger als das Langhaus. An der Südseite des Chores ist ein Spitzbogenfenster aus dem 14. Jahrhundert, an der Ostseite ein Rundbogenfenster. Der quadratische, gotische Kirchturm steht im nördlichen Chorwinkel und weist quadratische Kirchturmfenster auf. In der oberen Zone des Turmes, die wahrscheinlich aus der Zeit um 1770 stammt, sind rundbogige Schallfenster. Der Turm wird von einem Zwiebelhelm aus dem Jahr 1833 bekrönt. In der Höhe des Daches des Langhauses ist ein Schartenfenster Richtung Norden. Südlich wurde am Ende des 17. Jahrhunderts eine Kapelle an das Langhaus angebaut. An der Nordseite schließt ein Sakristeianbau aus dem 19. Jahrhundert an den Chor an. Neben dem Hauptportal ist eine Grabplatte für „Katharina Spindelmar“ († 1611) in die Kirchenfassade eingemauert, an der Chorsüdwand eine geohrte Grabplatte mit profilierter Deckplatte und Totenkopf mit der Inschrift „Eva Catharina Seebergerin, 1651“.
Kircheninneres
Das Langhaus ist flach gedeckt. Unterhalb der Flachdecke verläuft ein umlaufendes profiliertes Gesims. Die Westempore im Langhaus wurde eingebaut. Der quadratische Chor ist kreuzrippengewölbt. Das Gewölbe ruht auf angekehlten Konsolen, der Schlussstein ist rosettenförmig. Das Turmuntergeschoß ist gewölbt. Über der Südkapelle ist eine kreuzgratgewölbte Decke. Diese stammt aus dem 17. Jahrhundert. Das Fenster der Kapelle ist innen segmentbogig gelaibt. Im Chor befindet sich ein figurales Fenster aus dem Jahr 1928.

## Ausstattung
Der Hochaltar ist ein Ädikulaaltar von 1685 mit korinthischen Säulen und Rokoko-Ornamenten. Das Altarbild zeigt den heiligen Jakobus der Ältere. Auf dem Hochaltar befindet sich außerdem eine Figurengruppe der Heiligen Anna und Maria, sowie des heiligen Josef mit Kind aus dem 19. Jahrhundert. Der Marienaltar in der Kapelle ist ein gefasstes Holzretabel vom Ende des 17. Jahrhunderts mit Säulenrahmung ung gesprengtem Segmentbogengiebel. Die Statuen wurden in der Art Mathias Sturmbergers in der ersten Hälfte des 18. Jahrhunderts geschaffen. Auf dem Giebel ist der heilige Josef mit Kind, flankiert von Mönchen, dargestellt. Im Mittelschrein ist eine Pietà-Figur aus der Mitte des 18. Jahrhunderts. Die Rokokokanzel wurde Mitte des 18. Jahrhunderts geschaffen. Am Triumphbogen steht ein neobarocker Schrein mit Herz Jesu-Figur vom Ende des 19. Jahrhunderts. Das Bild des heiligen Antonius von Padua wurde 1936 gemalt. Die Kreuzwegbilder stammen vom Ende des 18. Jahrhunderts. Das Chorgestühl und der Taufstein wurden im 17. Jahrhundert geschaffen. Die Leuchter sind aus der ersten Hälfte des 19. Jahrhunderts. Die Glocke wurde um 1400 gegossen.

## Orgel
Die Orgel wurde im Jahr 1883 von Johann Marcell Kaufmann gebaut und hat acht Register. Im Jahr 2018 wurde sie von Orgelbaumeister Philipp Pemmer instand gesetzt.